# Municipio de Tomás Gomensoro
El municipio de Tomás Gomensoro es uno de los municipios del departamento de Artigas, Uruguay. Tiene su sede en la localidad homónima.

## Ubicación
El municipio se encuentra situado en la zona noroeste del departamento de Artigas.

## Características
El municipio de Tomás Gomensoro fue creado por ley 18653 del 15 de marzo de 2010, en cumplimiento de la ley 18567 que disponía la creación de municipios en todas aquellas localidades con una población a partir de 2000 habitantes. Forma parte del departamento de Artigas y comprende el distrito electoral ICC de ese departamento.

## Localidades
La única localidad que forma parte de este municipio es Tomás Gomensoro.

## Autoridades
Las autoridades del municipio son el alcalde y cuatro concejales.
Alcaldes según período:
| Nº | Alcalde                | Partido             | Inicio del mandato      | Fin del mandato         | Observaciones     | Concejales                                                                               |
| -- | ---------------------- | ------------------- | ----------------------- | ----------------------- | ----------------- | ---------------------------------------------------------------------------------------- |
| 1  | María Alejandra Paz    | Partido Nacional PN | 2010                    | julio de 2015           | Alcaldesa elegida |                                                                                          |
| 2  | Luis Eduardo Gutiérrez | Partido Nacional PN | julio de 2015           | 26 de noviembre de 2020 | Alcalde elegido   | Ana María Carvalho (PN) María Paz (PN) Silvio Forastiero (FA) Carmelo Flores (FA)        |
| 3  | Carlos Federico Arbiza | Partido Nacional PN | 26 de noviembre de 2020 | 2025                    | Alcalde elegido   | Luis Eduardo Gutiérrez (PN) Yenry Tonna (PN) María Alejandra Paz (PN) Dardo Sarasúa (FA) |